# A Lively Mind
A Lively Mind è il secondo album in studio del DJ inglese Paul Oakenfold, pubblicato nel 2006.

## Tracce
1. Faster Kill Pussycat (feat. Brittany Murphy) – 3:14
2. No Compromise (feat. Spitfire) – 3:45
3. Sex 'N' Money (feat. Pharrell Williams) – 5:58
4. Switch On (feat. Ryan Tedder) – 4:05
5. Amsterdam – 5:40
6. Set It Off (feat. Grandmaster Flash) – 4:17
7. The Way I Feel (feat. Ryan Tedder) – 5:25
8. Praise the Lord – 4:13
9. Save the Last Trance for Me – 7:49
10. Not Over (feat. Ryan Tedder) – 8:50
11. Vulnerable (feat. Bad Apples) – 5:55
12. Feed Your Mind (feat. Spitfire) – 2:56